# 広江礼威
広江 礼威（ひろえ れい、1972年（昭和47年）12月5日 - ）は、日本の漫画家、同人作家。神奈川県出身。男性。血液型はO型。イラストレーターとしても活躍しており、書籍やゲーム作品などの表紙絵も手掛けている。代表作は『BLACK LAGOON』。

## 概要
10代後半に、友人から声を掛けられてゲーム会社に入社した事が作家活動のきっかけになる。ゲーム会社を退社後、ゲーム関連のアンソロジーなどで『れっどべあ』名義で活動をしていた。それ以前に同じ名義でナムコ（現・バンダイナムコグループ）の情報誌『NG』のオフィシャルファンクラブ『NGクラブ』にも在籍していた。
『月刊コミックコンプ』で『翡翠峡奇譚』が掲載される。しかし、メディアワークス独立騒動で休刊し、『翡翠峡奇譚』は単行本2巻が発刊されて未完となった（『月刊コミックコンプ』には1年半ほど在籍した）。その後、『れっどべあ』（サークル名「TEX-MEX」）名義で18禁ジャンルの同人誌などを描く。角川書店の『月刊コミックドラゴン』で『SHOCK UP!』が連載される。しかし、打ち切りとなった。
ワニマガジンの『コミックガム』に掲載された『PHANTOM BULLET』を描いていた頃に誘われ、『月刊サンデージェネックス』で掲載した『BLACK LAGOON』の読み切りが好評を集め、連載へと発展して人気を集めた。
しかし、2009年（平成21年）に『BLACK LAGOON』は連載を中断して長期休載した。同人誌やTwitterなどで定期的に再開を仄めかすような発言が行われ、2012年（平成24年）に『月刊サンデージェネックス』で『ブラック・ラグーン』の連載が2013年（平成25年）の1月又は2月に再開されると報じられた。
2013年（平成25年）1月19日から中断箇所の連載を再開するも、2014年（平成26年）の単行本10巻刊行直後から、オリジナルテレビアニメ作品『Re:CREATORS』の制作に携わるため再び連載を中断する。この時期を境に『月刊サンデージェネックス』の次号予告からは名前が消えていたが、2017年（平成29年）1月号にて『Re:CREATORS』の描き下ろしポスターを掲載、また同年春より『BLACK LAGOON』の連載も再開されることが併せて報じられた。
戦争物の映画やスティーヴン・キングが好きということで、自身の作品にその影響が見られる。好きな映画は『シャイニング』、『ゾンビ』など。銃や軍事情勢などを好み、『BLACK LAGOON』においてもその傾向を見ることが出来る。
現在も『れっどべあ』（サークル名「TEX-MEX」）名義で同人活動を行っている。また、2012年（平成24年）に『週刊少年サンデー』で連載を開始した『電波教師』の作者・東毅とは友好関係にあり、『電波教師』の登場キャラのキャラデザインを提供している。

## 人物
- 3人家族の一人っ子。東京都生まれの神奈川県育ち。
- 小学生の頃からテレビゲームやミリタリーが大好きだったという。
- 担当編集者にも減煙を進言される程のヘビースモーカーであり、愛煙家でもある。銘柄は「サムタイムライト」などを愛煙。
- 漫画の違法アップロードには強烈な嫌悪感を示しており、過去にはTwitter上で違法アップロード者に対し「はやく膵臓癌とかになりますように」といった過激な発言まで行っていた[3]。

### 嗜好
- 好きな映画は『シャイニング』、『ワイルド・ギース』など。クエンティン・タランティーノ、ロバート・ロドリゲス、ジョン・ウー、サム・ペキンパーら監督作品。
- 好きなミュージシャンはレイジ・アゲインスト・ザ・マシーン、ラクーナ・コイルなど。ロブ・ゾンビやギターウルフなど、作中にも時折ポピュラー音楽が登場する。
- 好きな銃はカラシニコフAK-74、戦車は九五式軽戦車、軍隊はソ連軍。
- 好きなゲームは『コール オブ デューティ』など。
- 好きな漫画家はいましろたかし、伊藤明弘、山田芳裕、東陽片岡など。
- 好きな小説家はスティーブン・キング、ギャビン・ライアル、船戸与一、ジャック・ヒギンズなど。
- 好きな色は赤、青系統。

## 作品リスト

### 漫画
- 翡翠峡奇譚（月刊コミックコンプ、全2巻）
- SHOOK UP!（月刊コミックドラゴンおよびサンデーGXコミック、全1巻）
- PHANTOM BULLET（コミックガム、画集『Barrage』に4話収録）
- BLACK LAGOON（月刊サンデージェネックス、連載中。既刊13巻）
- 341戦闘団（ゲッサン、2019年7月号より隔月連載中）

### コミック小説版
- BLACK LAGOON シェイターネ・バーディ（虚淵玄・著、ガガガ文庫刊）イラスト
- BLACK LAGOON 罪深き魔術師（ウィザード）の哀歌（バラード）（虚淵玄・著、ガガガ文庫刊）イラスト

### イラスト
- 特命転攻生（テーブルトークRPGルールブック）メインビジュアル（イラスト、巻頭漫画）
- 天使は容赦なく殺す（著：グレッグ・ルッカ、訳：佐々田雅子）表紙絵
- GUILTY GEAR XX ΛCORE PLUS ギャラリーに1枚参加
- Generation XTH -CODE HAZARD-（Windows XP用ゲームソフト）パッケージイラスト
- Fate/hollow ataraxia ファンディスク収録イラスト
- Fate/stay night アニメDVD 第8巻「Complimentary Booklet」収録イラスト
- 空の境界 劇場版第五章 『矛盾螺旋』 パンフレット内イラスト
- 萌え萌えナチス読本（著：ナチス読本制作委員会、監修：森瀬繚）表紙絵
- 戦争大臣（著：遠藤徹）表紙絵
- 黄門漫遊（あさ川製菓（株））のご当地お菓子パッケージイラスト　平野耕太との合作
- 戦国大戦 SS雑賀孫市イラスト、着色は山中虎徹
- いまさらですがソ連邦（著：速水螺旋人、ほか） - イラストコラム「僕とソ連邦」を寄稿、BLACK LAGOONのバラライカの若いころを描いている。
- デュエル・マスターズ「ウマキン☆プロジェクト」コラボカードイラスト[4]

### イラスト集
- Barrage バラージ―広江礼威アートワーク集（小学館）
- REIGHBORHOOD!REI HIROE ILLUSTRATIONS（ホビージャパン）

### キャラクターデザイン・原画
- 対魔忍アサギ 決戦アリーナ 八津愛子（カードイラスト/アダルトシーン原画）
- ビキニ・ウォリアーズ （ハンター）
- Fate/Grand Order（一部キャラクターデザイン）
- アリス・ギア・アイギス (春日丘もえ 波佐見利佳)

### アニメーション
- 聖痕のクェイサー 第22話（エンドカードイラスト）
- 夜桜四重奏 〜ハナノウタ〜 第6話（エンドカードイラスト）
- RAIL WARS! 第11話（エンドカードイラスト）
- Re:CREATORS（原作、シリーズ構成、脚本）
- 忍者と殺し屋のふたりぐらし 第1話（エンドカードイラスト）[5]